# Studentenbund Bremen
Der Studentenbund Bremen e.V. war nach dem Zweiten Weltkrieg von 1950 bis 1971 als „Korporative Vereinigung Bremer Studentenschaften“ die Vertretung aller Studierenden in Bremen. 

## Geschichte
Der Studentenbund war ein gemeinnütziger Verein, in dem die Allgemeinen Studentenausschüsse (AStA) folgender Hoch-, Fachhoch- und Fachschulen vertreten waren: Pädagogische Hochschule Bremen (PH) (heute Universität Bremen), Ingenieurakademie, Seefahrtsschule, Sozialakademie und Wirtschaftsakademie (heute Hochschule Bremen; Fachbereiche: Architektur, Bauingenieurwesen, Elektrotechnik/Informatik, Maschinenbau, Schiffbau sowie Nautik, Sozialwesen und Wirtschaft), Kunstschule und Musikschule, (heute Hochschule für Künste), Sozialfachschule, Flugschule, Deutsche Außenhandels und Verkehrsschule (DAV), Verwaltungsschule (heute Verwaltungsschule bzw. Hochschule für öffentliche Verwaltung), Zolllehranstalt, Fachschule für Chemisch- und Medizinisch-technische Assistenten.
Der Studentenbund vertrat um 1965 rund 4000 Studierende. Er hatte seinen Sitz in Bremen-Ostertor im Viertel bis 1956 in der Rembertistraße und dann in der Ostendorpstraße 2/4. Das Gebäude mit einem Jazz-Lokal und der späteren Disko, den Büros und einem kleinen Studentenwohnheim wurde später abgerissen.
Der Studentenbund nahm folgende Aufgaben war:
- Vertretung der Studenten gegenüber dem Senat und Firmen.
- Durchführung des Studentischen Jugendarbeitprogramms (StAP).
- Vermittlung von Arbeit durch „Hilfe durch Hilfe“ (HdH) bis um 1965.
- Einrichtung eines Studentenreisedienstes.
- Bestrebungen zur Einrichtung eines Studentenwerkes und Bau eines Studentenheimes.

Wichtigste Veranstaltung war 1965 die Kundgebung Gegen den Bildungsnotstand. Er unterhielt ein kleines Studentenheim und eine als StuBu bekannte Diskothek. Der Stubu war in den 1950er und 1960er Jahren neben der Lila Eule ein beliebter Treffpunkt von Schülern und Studenten mit Jazz-Livemusik und Diskoangeboten. Vorsitzende des Studentenbundes waren u. a. Ulrich Wohlnick, Roland Kutzki, Thorald Schäfer und Hans-Wolfram Heldt. Frau S. Rehling war lange Jahre die weithin bekannte Geschäftsführerin, vor allem für Studentenreisen Bremen. Der Studentenbund löste sich auf, als die Pädagogische Hochschule in die neu gegründete Universität Bremen integriert wurde und deren AStA andere politische Interessen vertraten.